# Ritxne (Sovetski)
|  | Per a altres significats, vegeu «Retxnoie». |

Ritxne (en (ucraïnès): Річне, en rus: Речное, Retxnoie) és un poble de la República Autònoma de Crimea a Ucraïna, que el 2014 no tenia cap habitant. Pertany al districte rural de Sovetski.